# Ribița
Ribița (en hongrois : Ribice, en allemand : Kellerdorf) est une commune du Județ de Hunedoara en Transylvanie, (Roumanie).